# Leža
Leža (rusky Лежа) nazývaná také Olidovka (rusky Олидовка) je řeka v Vologdské oblasti v Rusku. Je dlouhá 178 km. Plocha povodí měří 3 550 km².

## Průběh toku
Ústí zprava do Suchony (povodí Severní Dviny).

## Vodní režim
Zdrojem vody jsou sněhové srážky. Průměrný průtok vody ve vzdálenosti 47 km od ústí činí 10,5 m³/s. Zamrzá na začátku listopadu a rozmrzá v dubnu až na začátku května. Nejvyšších vodních stavů dosahuje na konci dubna. V létě a v zimě hladina klesá.

## Využití
Řeka je splavná pro vodáky.